# The powers that be

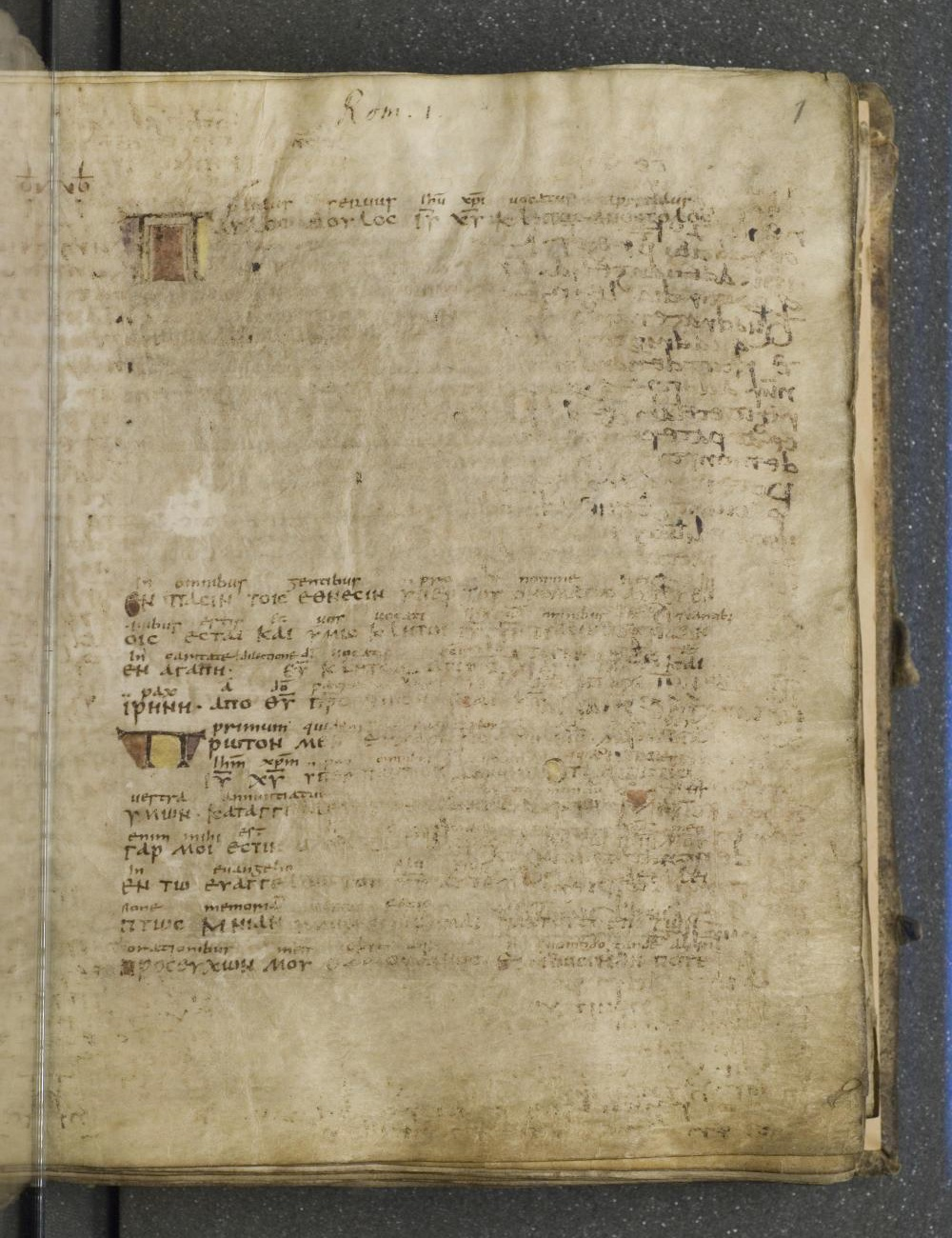
L'Épître aux Romains, Codex Boernerianus, IXe siècle.

Ne doit pas être confondu avec The powers that be (série télévisée).
The powers that be (parfois abrégé par le sigle TPTB), est une locution de langue anglaise utilisée pour désigner les individus ou les groupes qui détiennent collectivement l'autorité sur un domaine particulier. Dans cette expression, le mot be est un subjonctif archaïque du verbe être (en anglais contemporain, on dirait plutôt the powers that are). Elle trouve son origine dans l'Épître aux Romains de Paul de Tarse.

## Origine
Cette expression apparaît dans la Bible Tyndale, une traduction anglaise de la Bible par William Tyndale, publiée dans les années 1520. L'expression est reprise dans la très célèbre traduction de la Bible du roi Jacques.
Dans l'Épître aux Romains, chapitre 13, versets 1 et 2, l'apôtre Paul dit :
| « Let every soule submit him selfe unto the auctorite of ye hyer powers. For there is no power but of God. The powers that be are ordeyned of God. Whosoever therfore resysteth power resisteth the ordinaunce of God. And they that resist shall receave to the selfe damnacio. » — Bible Tyndale | « Que toute personne soit soumise aux autorités supérieures ; car il n’y a point d’autorité qui ne vienne de Dieu, et les autorités qui existent ont été instituées de Dieu. C’est pourquoi celui qui s’oppose à l’autorité résiste à l’ordre que Dieu a établi, et ceux qui résistent attireront une condamnation sur eux-mêmes. » — Traduction Segond. |

### Critique de l'attribution de la phrase
L'expression, absente du Nouveau Testament rédigé par Marcion, semble cependant authentique, mais plusieurs experts disputent son attribution à Paul. Paul ne s'exprime en effet nulle part ailleurs sur la relation des chrétiens envers l'autorité et les versets incriminés contrediraient plusieurs idées fondamentales de Paul en sus d'être atypiques : Paul en effet discute toujours de l'autorité divine, jamais de celle des Hommes. Au contraire, l'attitude de Paul suggère dans plusieurs passages du Nouveau Testament, qu'il ne considère pas les autorités terrestres dignes d'un tel respect.

### Circonscription de l'autorité despowers that be
Les versets qui ont donné lieu à cette phrase font référence aux institutions temporelles, et notamment au gouvernement à qui l'on doit payer des taxes. Paul distingue la plus haute des puissances : Dieu, et les puissances qui règnent : les gouvernements. Le passage, destiné aux chrétiens qui s'interrogent sur leurs devoirs envers les pouvoirs en place, recommande ainsi de suivre Matt. 22-17:21 (ou Marc 12:13-17) et de « rendre à César ce qui est à César, et à Dieu ce qui est à Dieu ».
L'explication paulinienne des paroles de Jésus implique que hors des devoirs et du respect dus au pouvoir en place, les chrétiens ne sont pas liés plus avant à ces autorités et que celles-ci ne peuvent se réclamer d'un quelconque pouvoir sur eux : le gouvernement peut dicter la conduite des hommes entre eux, mais pas des hommes envers Dieu.
Dans l'Ancien comme le Nouveau Testament, les powers that be sont donc des autorités auxquelles on doit le respect mais contre lesquelles il est possible de se rebeller. En effet, dans l'Ancien Testament, sur le règne de Nabuchodonosor II, alors qu'il érige une icône d'or dans le désert et ordonne à son peuple de la vénérer, trois Juifs décident de braver l'interdiction. Pour cela ils sont condamnés mais Dieu intercède en leur faveur et les sauve par un miracle : le royaume de Babylone, bien qu'élevé par Dieu, oppresse son peuple et tente de le détourner de Lui, Dieu donc, cautionne la résistance à cette autorité dès lors que le roi cherche à dicter la conduite des Hommes envers Dieu.
Les powers that be ne sont pas des personnes prises singulièrement : le terme représente un gouvernement, un groupe, l'ensemble des instances dirigeantes. En considérant que « Dieu n'engendre pas la confusion », le fait que des autorités gouvernementales se mettent en place procèderait donc de la volonté divine d'instaurer l'ordre, ce par le biais de la volonté et du choix du peuple de se soumettre, qui à une royauté, qui à un autre type de gouvernement.

## Usage actuel
La signification de l'expression, depuis son analyse biblique, a lentement glissé au cours des siècles. Désormais utilisée pour parler de n'importe quel organe décisionnel supérieur, gouvernement ou administration, qu'il soit de l'ordre de la théorie du complot ou non,, the powers that be est devenu une expression courante en anglais..

### Culture populaire
Utilisé dans l'argot anglais sous la forme TPTB, cette locution désigne sur internet les personnes responsables d'un site ou d'une organisation, le management, etc. Cette phrase a de plus été utilisée dans plusieurs séries télévisées de Joss Whedon comme Buffy contre les vampires ou Angel où des êtres supérieurs sont nommés the powers that be.
Dans la série des X-Files : Aux frontières du réel, les fans désignaient ainsi par TPTB, les personnes que Monica appelait « eux » (they), qui semblaient être les mêmes personnes que les « gens » (men) que mentionne Scully. Eux, ils, etc. pourrait faire référence tout autant aux créateurs de la série. Le fait de nommer TPTB ces gens mystérieux, les créateurs de la série, ou encore les membres fantomatiques du Syndicat qui tire les ficelles tout le long de l'intrigue, a pour but de donner un aspect inquiétant à ces figures, d'autant plus que l'expression the powers that be donne un côté omniscient et omnipotent aux personnes désignées par la locution. Ainsi, dans cette série, l'expression désigne tout autant « le gouvernement » que les aliens qui poursuivent Mulder et Scully, et la locution montre toute la dimension inquiétante du pouvoir en place.
TPTB est un terme aussi très employé pour désigner les producteurs de séries télévisées, ou les responsables de diffusion,.

### Théorie du complot
Dans le cadre de la rhétorique de la théorie du complot, les powers that be sont vus comme des autorités sans visage et inhumaines, qui guideraient et manipuleraient les gouvernements eux-mêmes et restreindraient les libertés individuelles, agissant dans l'ombre, souvent de manière planifiée. Parfois incarnés dans le FBI ou la CIA, parfois supérieurs à ces entités, les PTB agiraient toujours dans l'ombre, souvent de manière planifiée.
Le discours conspirationniste peut se passer de l'identification précise des PTB, c'est un ensemble de personnes qui ont pour but de diviser pour régner et manipulent activement la population et son gouvernement à plusieurs échelles. De par leur forme nébuleuse et toute puissante, les communautés conspirationnistes s'unissent et se voient comme seules capables de discerner la vérité dans un discours officiel distillé par les PTB.